# Диаш, Даниэль (пловец)
Даниэль Диаш (порт. Daniel Dias; род. 24 мая 1988, Кампинас, Сан-Паулу) ― бразильский пловец-паралимпиец. Научившись плавать в 2004 году после того, как его вдохновил Клодоальдо Силва на летних Паралимпийских играх 2004 года. Участвовал в различных видах плавания на Паралимпийских играх 2008, 2012 , 2016 и 2020 годов и выиграл 27 медалей. 33-кратный чемпион Панамериканских игр среди спортсменов-инвалидов. 31-кратный победитель на чемпионате мира МПК по плаванию. 14-кратный чемпион Паралимпийских игр.

## Биография
Диас родился в 1988 году в Кампинасе, городе к северу от Сан-Паулу. Родился с деформированными верхними и нижними конечностями. Изучал мехатронную инженерию и физическое воспитание в Университете Сан-Франциско.

## Спортивная карьера
Его первым крупным событием стал чемпионат мира по плаванию IPC 2006 года в Дурбане, Южная Африка. Он выиграл золотую медаль в трёх дисциплинах и серебряную медаль ещё в двух. В возрасте 20 лет он участвовал в своих первых Паралимпийских играх в Пекине в 2008 году. Игры оказались очень успешными для Диаса, который выиграл больше медалей, чем любой другой спортсмен. Он получил в общей сложности девять медалей, включая четыре золотых, четыре серебряных и одну бронзовую, на различных дистанциях и дисциплинах.
В 2009 году Диас выиграл премию Laureus Award как «Спортсмен года с ограниченными возможностями», которую вручил ему британский спортсмен Себастьян Коу на церемонии в Лондоне. Диас был послом заявки своей страны на Летние Олимпийские и Паралимпийские игры 2016 года и присутствовал при представлении досье кандидатов в Международный олимпийский комитет.
Диас стал спортсменом года с ограниченными возможностями во второй раз в 2012 году после того, как выиграл 6 золотых медалей в мировых рекордах на Паралимпийских играх 2012 года.
По состоянию на февраль 2013 года ему принадлежат мировые рекорды МПК по плаванию на длинной дистанции во всех видах плавания на различных дистанциях — 50, 100 и 200 метров вольным стилем (S5), 50 и 100 метров на спине (S5), 50 и 100 метров баттерфляем (S5). Брассом на 50 и 100 метров (SB4) и индивидуальным комплексом на 200 метров (SM5).
В 2016 году его сравнивали с Майклом Фелпсом, бывшим непаралимпийским американским пловцом на пенсии. Несмотря на столь достойное сравнение, Даниэль Диас сказал, что он Даниэль Диас.

## Паралимпиада 2020
На Паралимпийских играх в Токио Даниэль Диас завоевал три бронзовые медали.